# Historische Stätten der Quecksilbergewinnung: Almadén und Idrija
Historische Stätten der Quecksilbergewinnung: Almadén und Idrija ist eine von der UNESCO gelistete Stätte des Weltkulturerbes. Die transnationale Welterbestätte umfasst mehrere Einzelstätten in den Städten Almadén in Spanien und Idrija in Slowenien. Zusammen repräsentieren sie die beiden größten Quecksilberminen der Welt, die bis in jüngste Zeit in Betrieb waren.

## Hintergrund
Quecksilber ist ein seltenes Metall, das in einer Vielzahl technischer, chemischer und industrieller Anwendungen zum Einsatz kam und kommt. Gewonnen wird es durch eine Reaktion des Quecksilbererzes Zinnober (Quecksilbersulfid, kurz: HgS) mit Sauerstoff (Röstverfahren).
Eines der größten Zinnobervorkommen weltweit ist die Lagerstätte von Almadén in Spanien. Das Bergwerk Almadén war über 2000 Jahre lang eine der wichtigsten europäischen Abbaustätten für Zinnober. Im Jahr 2003 wurde das Bergwerk stillgelegt und zu einem Schaubergwerk umgewandelt, dem Parque Minero de Almadén.
In Idrija in Slowenien wurde 1493 Quecksilbererz gefunden und etwa 500 Jahre lang gefördert. Das Quecksilberbergwerk Idrija war bei seiner vorübergehenden marktpolitisch bedingten Stilllegung 1977 das zweitgrößte auf der Welt. Nach einer kurzen Wiederinbetriebnahme mit verringerter Intensität wurde es 1995 endgültig stillgelegt. Teile des alten Bergwerks können besichtigt werden.

## Einschreibung
Die beiden Quecksilberstädte waren ursprünglich gemeinsam mit der Silberstadt San Luis Potosí in Mexiko nominiert worden. 2009 und 2010  hat das Welterbekomitee die Entscheidung darüber verschoben. San Luis Potosí wurde 2010 im Rahmen des Camino Real de Tierra Adentro in das Welterbe aufgenommen. Auf seiner Sitzung 2012 entschied das Welterbekomitee, die auf die zwei Quecksilberstädte reduzierte Bewerbung in das Welterbe aufzunehmen.
Zur Begründung der herausragenden universellen Bedeutung heißt es unter anderem:

„Diese beiden Bergwerksstädte, deren Ursprünge auf die Antike beziehungsweise das Mittelalter zurückgehen, zeigen den langen Zeitraum, in dem ein für dieses Metall spezifisches soziotechnisches Abbausystem in Betrieb war, und den Entwicklungsprozess, den es durchlief. Die Kontrolle der Quecksilbergewinnung ermöglichte die Kontrolle des Marktes, der aufgrund seiner entscheidenden Rolle bei der Gewinnung von Silber aus Lagerstätten in der Neuen Welt sehr schnell interkontinentale Ausmaße annahm.“

Die Eintragung erfolgte aufgrund der Kriterien (ii) und (iv).

„Kriterium (ii): Die Quecksilbergewinnung fand in einer sehr begrenzten Anzahl von Bergwerken statt, von denen die beiden größten Almadén und Idrija waren. Seit der Renaissance in Europa nahm die Tätigkeit eine internationale Dimension an. Ihre weltweite strategische Bedeutung nahm stetig zu, insbesondere aufgrund ihrer Rolle bei der Erschließung von Gold- und Silberbergwerken in Amerika. Die Austauschbeziehungen waren zugleich wirtschaftlicher, finanzieller und technischer Natur.“

„Kriterium (iv): Die Abbaustätten von Almadén und Idrija stellen das wichtigste Erbe dar, das die intensive Quecksilbergewinnung, insbesondere in der Neuzeit und in der Gegenwart, hinterlassen hat. Dieses doppelte Zeugnis ist einzigartig und veranschaulicht die verschiedenen industriellen, territorialen, städtischen und sozialen Elemente eines spezifischen soziotechnischen Systems im Bergbau und in der Metallproduktion“

## Umfang
Die serielle Welterbestätte umfasst zwölf Areale, davon 5 in Spanien und 7 in Slowenien. Diese Areale enthalten nicht nur die beiden Bergwerke, sondern auch Gebäude und Stätten, die mit der Geschichte des Bergbaus und dem Leben der Bergarbeiter in Verbindung stehen. Gemeinsam haben die Areale eine Schutzfläche von 104,1 Hektar. Sie sind einzeln oder in Gruppen von Pufferzonen umgeben. Die Staudämme in Idrija waren ursprünglich ohne Pufferzone nominiert, sind jetzt aber auch von Pufferzonen umgeben.

### Areale in Spanien
| Bezeichnung                                   | Schutzbereich | Pufferzone | Anmerkungen | Bild             |
| --------------------------------------------- | ------------- | ---------- | --- | ---------------- |
| Altstadt von Almadén (Lage)                   | 48,98 ha      | 1117 ha    | Das Areal umfasst den westlichen Teil des historischen Stadtkerns von Almadén, in dem unter anderem der Parque Minero de Almadén mit dem Bergwerk Almadén, das Castillo de Retamar, die Academia de Minas, die Kirche San Sebastián, das Haus des Inquisitors und Reste des Hauses des Superintendenten liegen. | (weitere Bilder) |
| Gebäude der Mina del Castillo (Lage)          | 0,22 ha       | 1117 ha    | Der aus dem 18. Jahrhundert stammende Stollen der Mina del Castillo war der wichtigste Zugang zu dem Bergwerk Almadén. Am Eingang des Stollens liegt ein ummauerter Bereich mit Überresten von Dienst- und Wohngebäuden.                                                                                        |                  |
| Real Cárcel de Forzados (Lage)                | 0,11 ha       | 1117 ha    | archäologische Reste des ehemaligen Gefängnisses für die im Bergwerk arbeitenden Zwangsarbeiter, der einzige noch als Ruine erhaltene Teil ist die Gefängniskapelle San Miguel. |                  |
| Real Hospital de Mineros de San Rafael (Lage) | 0,1 ha        | 1117 ha    | Krankenhaus für die an Quecksilbervergiftung erkrankten Bergarbeiter | (weitere Bilder) |
| Stierkampfarena (Lage)                        | 0,25 ha       | 1117 ha    | zweitälteste Stierkampfarena Spaniens, Bauwerk mit sechseckigem Grundriss, enthält auch 24 Wohnungen für Saisonarbeiter. | (weitere Bilder) |

### Areale in Slowenien
| Bezeichnung                                                                                | Schutzbereich | Pufferzone | Anmerkungen | Bild             |
| ------------------------------------------------------------------------------------------ | ------------- | ---------- | --- | ---------------- |
| Altstadt von Idrija (Lage)                                                                 | 47,33 ha      | 563,6 ha   | In der Altstadt von Idrija liegen unter anderem der Antonius-Stollen, der um 1500 angelegte erste Stollen des Quecksilberbergwerk Idrija, die Burg Gewerkenegg, das Rathaus, das Warenhaus der Mine, das Theater der Mine, die Sekundarschule für Naturwissenschaften und die Kirche zur Heiligen Dreifaltigkeit.                  | (weitere Bilder) |
| Verhüttungsanlage (Lage)                                                                   | 0,6 ha        | 563,6 ha   | Ort der Verhüttung des in der Mine geförderten Quecksilbererzes |                  |
| Kamšt–Wasserpumpe (Lage), Rake-Wasserkanal (Lage) und Kobila-Staudamm (Lage) Josefsschacht | 1,61 ha       | 563,6 ha   | An dem Kobila-Staudamm wurde Wasser aus der Idrijca abgeleitet und über den Rake-Kanal nach Idrija geleitet, wo es mittels eines Wasserrads eine Wasserpumpe antrieb, die in das Bergwerk eingedrungenes Wasser herauspumpte. Der 1786 angelegte Josefsschacht in der Nähe des Wasserrads war der zweite Bergwerksschacht in Idria | (weitere Bilder) |
| Kanomeljske klavže (Lage)                                                                  | 0,71 ha       | ? ha       | Klause (Stauwehr) im Gebiet von Gorenja Kanomilja Diese und die folgenden Klausen dienten dazu, Wasser anzustauen und es dann freizugeben, um in den Wäldern der Umgebung geschlagenes Bauholz zum Abstützen der Bergwerksstollen per Holztrift nach Idrija zu schaffen                                                            |                  |
| Klavže na Idrijci (Lage)                                                                   | 1,21 ha       | ? ha       | Klause am Fluss Idrijca im Gebiet von Vojsko | (weitere Bilder) |
| Putrihove klavže (Lage)                                                                    | 0,49 ha       | ? ha       | Klause am Idrijca-Zufluss Belca im Gebiet von Idrijska Bela | (weitere Bilder) |
| Brusove klavže (Lage)                                                                      | 2,49 ha       | ? ha       | Klause am Idrijca-Zufluss Belca im Gebiet von Idrijska Bela | (weitere Bilder) |